# Dendrobium strebloceras
Dendrobium strebloceras là một loài thực vật có hoa trong họ Lan. Loài này được Rchb.f. mô tả khoa học đầu tiên năm 1886.

## Hình ảnh

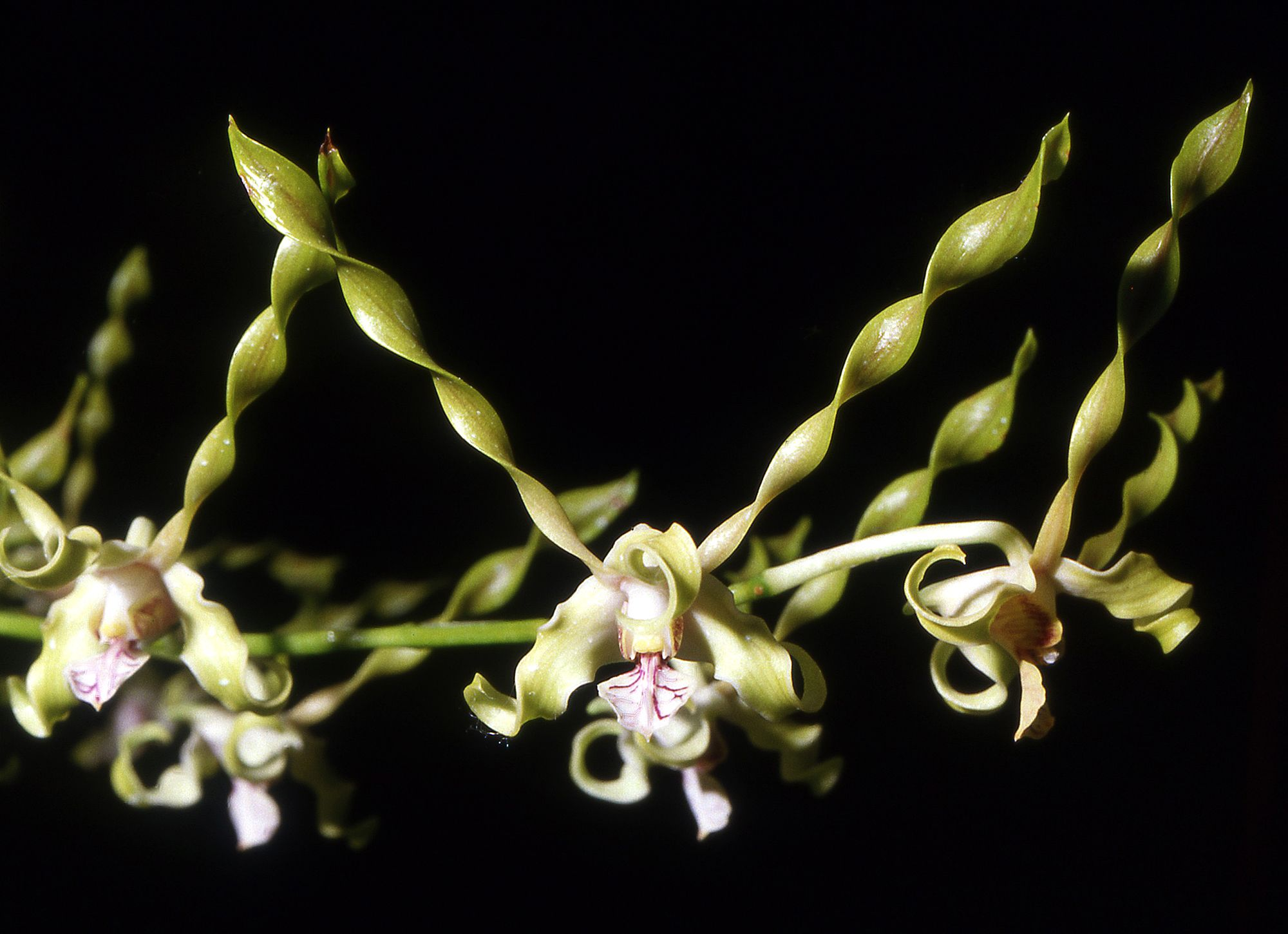